# ۶۵ (میلادی)
۶۵ (میلادی) شصت و پنجمین سال تقویم میلادی است.
سال ۶۵ میلادی یک سال عادی در گاه‌شماری ژولینی بود که در روز سه‌شنبه آغاز شد. در آن زمان، این سال به عنوان **سال کنسولگری نروا و وستینیوس** (یا به ندرت، سال ۸۱۸ از مبدأ روم) شناخته می‌شد. نام‌گذاری سال ۶۵ میلادی برای این سال از اوایل قرون وسطی، زمانی که دوره‌های گاه‌شماری پس از میلاد به روش رایج نام‌گذاری سال‌ها در اروپا تبدیل شد، به کار رفته‌است.

## رویدادها
بر اساس مکان
امپراطوری روم
- ۱۹ آوریل: برده میلیچوس توطئه پیسو به رهبری گایوس کالپورنیوس پیسو برای قتل امپراتور نرون را لو می‌دهد و تمام توطئه‌گران دستگیر می‌شوند.
- یک بیماری همه‌گیر رم را تحت تأثیر قرار می‌دهد.
- پس از یک اجرای تئاتر که در آن نرون ظاهر می‌شود و سناتورها را به شدت شوکه می‌کند، اقدامات تلافی‌جویانه را علیه سنکای جوان، تیگلی‌نوس، سناتورهای طرفدار جمهوری‌خواه و هر کس دیگری که به او اعتماد ندارد، آغاز می‌کند.
- پوپیا سابینا، همسر باردار نرون، بر اثر لگد او به شکمش یا در حین سقط جنین جان خود را از دست می‌دهد.

بر اساس موضوع

### مذهب
- پولس رسول تیموتی را به عنوان اسقف افسوس منصوب می‌کند (تاریخ سنتی).
- پولس اولین رساله خود را به تیموتی در کورینت می‌نویسد و سپس برای گذراندن زمستان به نیکوپولیس می‌رود.
- در چین، اولین اشاره رسمی به بودیسم ثبت می‌شود.
- اولین جامعه مسیحی در آفریقا توسط مرقس، یکی از شاگردان پطرس، تأسیس می‌شود.

## زادگان
- فیلوپاپوس، شاهزاده یونانی پادشاهی کوماژن (م. ۱۱۶ میلادی)
- تیبریوس کلودیوس آتیکوس هرودس، اشراف‌زاده یونانی

## مرگ‌ها
- ۳۰ آوریل: لوکانوس، شاعر و فیلسوف رومی (ت. ۳۹ میلادی)
- فنیوس روفوس، فرماندار پرایتوری روم (اعدام شد)
- گایوس کالپورنیوس پیسو، کنسول روم (تاریخ تقریبی)
- گایوس جولیوس آلپینوس کلاسیکیانوس، پروکوراتور روم
- تادئوس، شهید مسیحی (تاریخ تقریبی)
- لوسیوس آنتیستیس وتوس، کنسول و فرماندار روم
- لوسیوس جونیوس گالیو آننائوس، سیاستمدار رومی
- مارکوس جولیوس وستینیوس آتیکوس، سیاستمدار رومی
- مارکوس اوستوریوس اسکاپولا، سیاستمدار رومی
- پلاتیوس لاترانوس، سیاستمدار رومی (اعدام شد)
- پوپیا سابینا، دومین همسر نرون (ت. ۳۰ میلادی)
- سنکای جوان، سیاستمدار و مربی نرون (ت. ۱ میلادی)
- شمعون قانوی، شهید مسیحی (تاریخ تقریبی)